# Società Ginnastica Sampierdarenese 1923-1924
Questa pagina raccoglie i dati riguardanti la Società Ginnastica Sampierdarenese nelle competizioni ufficiali della stagione 1923-1924.

## Stagione
La società si rinforzò con gli acquisti dell'attaccante Agostino Bodrato e il difensore Gracco De Nardo.

Terminò la stagione con 9 vittorie e 13 sconfitte in 22 incontri, con 21 reti fatte e 32 subite.

## Divise
| Prima divisa |

## Organigramma societario
Area direttiva
- Presidente: Enrico De Amicis

Area tecnica
- Allenatore: Karl Rumbold

## Rosa
| N. |                   | Ruolo | Calciatore           |
| -- | ----------------- | ----- | -------------------- |
|    | Italia (bandiera) | P     | Enrico Carzino       |
|    | Italia (bandiera) | P     | Corrado Boldrini (I) |
|    | Italia (bandiera) | D     | Giacomo Bergamino    |
|    | Italia (bandiera) | D     | Renato Boldrini (II) |
|    | Italia (bandiera) | D     | Luigi Cambiaso       |
|    | Italia (bandiera) | D     | Gracco De Nardo      |
|    | Italia (bandiera) | D     | Giuseppe Marchisotti |
|    | Italia (bandiera) | D     | Italo Masoni         |
|    | Italia (bandiera) | D     | Rodolfo Melani       |
|    | Italia (bandiera) | D     | Italo Righetti       |

| N. |                   | Ruolo | Calciatore         |
| -- | ----------------- | ----- | ------------------ |
|    | Italia (bandiera) | C     | Ercole Carzino (c) |
|    | Italia (bandiera) | C     | Giacomo Mura       |
|    | Italia (bandiera) | C     | Pietro Scevola     |
|    | Italia (bandiera) | A     | Luigi Derchi       |
|    | Italia (bandiera) | A     | Agostino Bodrato   |
|    | Italia (bandiera) | A     | Luigi Bodrato      |
|    | Italia (bandiera) | A     | Giuseppe Raggio    |
|    | Italia (bandiera) | A     | Attilio Mattiozzi  |
|    | Italia (bandiera) |       | Enrico Sciaccaluga |

## Calciomercato
| Acquisti | Acquisti             | Acquisti               | Acquisti   |
| R.       | Nome                 | da                     | Modalità   |
| -------- | -------------------- | ---------------------- | ---------- |
| D        | Gracco De Nardo      | Spes Genova            | definitivo |
| D        | Giacomo Bergamino    | Andrea Doria           | definitivo |
| A        | Luigi Bodrato        | Sampierdarenese (ris.) | definitivo |
| A        | Agostino Bodrato     | O.E.M. Rivarolo        | definitivo |
| A        | Giuseppe Marchisotti | Sampierdarenese (ris.) | definitivo |
| A        | Attilio Mattiozzi    | Sampierdarenese (ris.) | definitivo |
| A        | Enrico Sciaccaluga   | ?                      | definitivo |

| Cessioni | Cessioni           | Cessioni | Cessioni   |
| R.       | Nome               | da       | Modalità   |
| -------- | ------------------ | -------- | ---------- |
| A        | Mario Bussich      | Inter    | definitivo |
| C        | Emilio Grassi      | ?        |            |
| A        | Sebastiano Ramasso | ?        | definitivo |
| A        | Giovanni Terrile   | Inter    | definitivo |
| A        | Mario Vellani      | ?        |            |

## Risultati

### Prima Divisione

#### Girone A

##### Girone di andata
| Arbitro: | Enrietti (Torino) |

|                     |           |                        |
| De Nardo 14’ (rig.) | Marcatori | 26’ Bay 64’ Baloncieri |

| Arbitro: | Guarnieri (Milano) |

|           |           |  |
| Gabba 60’ | Marcatori |  |

| Arbitro: | Panzeri (Milano) |

|  |           |              |
|  | Marcatori | 25’ Anichini |

| Arbitro: | Venegoni (Legnano) |

|  |           |                    |
|  | Marcatori | 2’ Mura 83’ Derchi |

| Arbitro: | Venegoni (Legnano) |

|                             |           |             |
| De Nardo 2’ (rig.) Mura 75’ | Marcatori | 81’ Bussich |

| Arbitro: | ? Crivelli (Milano) |

|  |           |                           |
|  | Marcatori | 61’ Carzino II 65’ Derchi |

| Arbitro: | Pasquinelli (Bologna) |

|                            |           |                      |
| Carzino II 54’, 68’ (rig.) | Marcatori | 6’, 10’, 60’ Pastore |

| Arbitro: | Bistoletti (Milano) |

|                                                   |           |  |
| Neri 45’ Santamaria 69’ Bergamino I 70’ Catto 87’ | Marcatori |  |

| Arbitro: | ? Crivelli (Milano) |

|                                                 |           |  |
| Cambiaso 8’ Raggio 20’ Bodrato I 69’ Derchi 88’ | Marcatori |  |

| Arbitro: | Guiot (Milano) |

|                              |           |             |
| Cuttin 30’ Breviglieri I 34’ | Marcatori | 78’ Scevola |

| Arbitro: | Trezzi (Milano) |

|  |           |              |
|  | Marcatori | 16’ Monti II |

##### Girone di ritorno
| Arbitro: | ? Crivelli (Milano) |

|                                        |           |  |
| Baloncieri 58’ (rig.), 61’ Gandini 65’ | Marcatori |  |

| Arbitro: | Guiot (Milano) |

|                               |           |  |
| Cambiaso 68’ Bergamino II 76’ | Marcatori |  |

| Arbitro: | Venegoni (Legnano) |

|                       |           |  |
| Innocenti II 20’, 83’ | Marcatori |  |

| Arbitro: | Trezzi (Milano) |

|            |           |  |
| Derchi 60’ | Marcatori |  |

| Arbitro: | Majani (Torino) |

|            |           |  |
| Agradi 50’ | Marcatori |  |

| Arbitro: | Guiot (Milano) |

|                |           |  |
| Carzino II 73’ | Marcatori |  |

| Arbitro: | G. Crivelli (Milano) |

|                                          |           |            |
| Grabbi 56’, 87’ Munerati 69’ Ferrero 75’ | Marcatori | 57’ Raggio |

| Arbitro: | Pasquinelli (Bologna) |

|            |           |  |
| Raggio 51’ | Marcatori |  |

| Arbitro: | Guiot (Milano) |

|                           |           |  |
| Baccilieri 28’ Rivolo 55’ | Marcatori |  |

| Arbitro: | Bistoletti (Milano) |

|              |           |  |
| Cambiaso 26’ | Marcatori |  |

| Arbitro: | Grossi (Milano) |

|                                                          |           |  |
| Veronese 51’, 54’, 61’ Busini I 64’ Monti III 66’ (rig.) | Marcatori |  |

## Statistiche

### Statistiche di squadra
| Competizione    | Punti | In casa | In casa | In casa | In casa | In casa | In casa | In trasferta | In trasferta | In trasferta | In trasferta | In trasferta | In trasferta | Totale | Totale | Totale | Totale | Totale | Totale | DR  |
| Competizione    | Punti | G       | V       | N       | P       | Gf      | Gs      | G            | V            | N            | P            | Gf           | Gs           | G      | V      | N      | P      | Gf     | Gs     | DR  |
| --------------- | ----- | ------- | ------- | ------- | ------- | ------- | ------- | ------------ | ------------ | ------------ | ------------ | ------------ | ------------ | ------ | ------ | ------ | ------ | ------ | ------ | --- |
| Prima Divisione | 18    | 11      | 7       | 0       | 4       | 15      | 8       | 11           | 2            | 0            | 9            | 6            | 24           | 22     | 9      | 0      | 13     | 21     | 32     | -11 |

### Statistiche dei giocatori
Fonte:
| Giocatore      | Prima Divisione | Prima Divisione |
| Giocatore      | Presenze        | Reti            |
| -------------- | --------------- | --------------- |
| G. Bergamino   | 11              | 1               |
| L. Bodrato I   | 7               | 1               |
| A. Bodrato II  | 3               | 0               |
| C. Boldrini I  | 0               | 0               |
| R. Boldrini II | 18              | 0               |
| L. Cambiaso    | 22              | 3               |
| En. Carzino I  | 22              | -32             |
| Er. Carzino II | 16              | 4               |
| G. De Nardo    | 13              | 2               |
| L. Derchi      | 20              | 4               |
| G. Marchisotti | 3               | 0               |
| I. Masoni      | 19              | 0               |
| A. Mattiozzi   | 3               | 0               |
| R. Melani      | 14              | 0               |
| G. Mura        | 19              | 2               |
| G. Raggio      | 21              | 3               |
| I. Righetti    | 21              | 0               |
| P. Scevola     | 9               | 1               |
| E. Sciaccaluga | 1               | 0               |